# شهروز نراقی
شهروز حاجی‌ملااحمد نراقی (زاده ۷ فوریهٔ ۱۹۸۴) یک بازیکن فوتبال اهل ایران است.